# Raphaël Covain
Raphaël Covain, né en 1975, est un ichtyologiste français spécialisé dans l'étude des poissons-chats (siluriformes), et en particulier des loricariidae d'Amérique du Sud (Guyana, Guyane française, Suriname, Pérou). Il travaille au Muséum d'histoire naturelle de Genève à partir de 2008.

## Taxons décrits
Raphaël Covain a décrit ou co-décrit les genres et sous-genres suivants :
- Cryptancistrus Fisch-Muller, Mol & Covain, 2018
- Fonchiiloricaria Rodriguez, Ortega & Covain, 2011
- Panaqolus (Panafilus) Lujan, Cramer, Covain, Fisch-Muller & López-Fernández, 2017
- Panaqolus (Panaqoco) Lujan, Cramer, Covain, Fisch-Muller & López-Fernández, 2017
- Pseudoqolus Lujan, Cramer, Covain, Fisch-Muller & López-Fernández, 2017

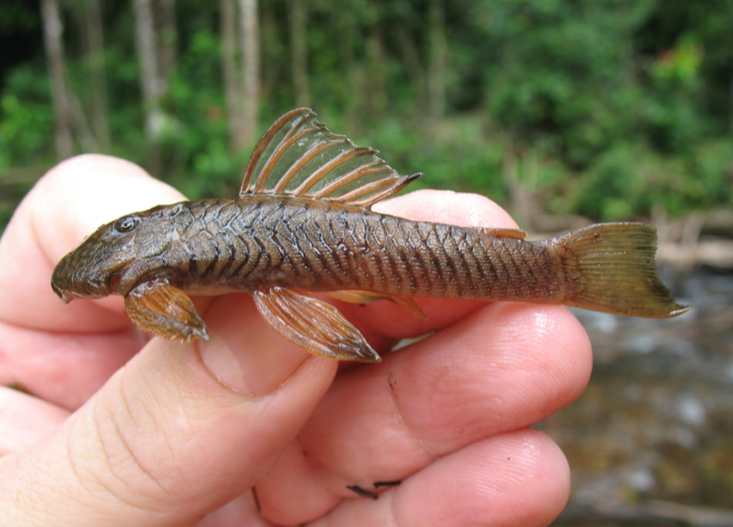
Guyanancistrus nassauensis Fisch-Muller, Mol & Covain, 2018, ici un individu du Maroni surinamais photographié par l'ichtyologiste Jonathan W. Armbruster..

Et les espèces ou sous-espèces suivantes :
- Cryptancistrus similis Fisch-Muller, Mol & Covain, 2018
- Cteniloricaria napova Covain & Fisch-Muller, 2012
- Fonchiiloricaria nanodon Rodriguez, Ortega & Covain, 2011
- Guyanancistrus brevispinis bifax Fisch-Muller, Mol & Covain, 2018
- Guyanancistrus brevispinis orientalis Fisch-Muller, Mol & Covain, 2018
- Guyanancistrus brownsbergensis Fisch-Muller, Mol & Covain, 2018
- Guyanancistrus megastictus Fisch-Muller, Mol & Covain, 2018
- Guyanancistrus nassauensis Fisch-Muller, Mol & Covain, 2018
- Guyanancistrus tenuis Fisch-Muller, Mol & Covain, 2018
- Guyanancistrus teretirostris Fisch-Muller, Mol & Covain, 2018
- Harttia fluminensis Covain & Fisch-Muller, 2012
- Harttia tuna Covain & Fisch-Muller, 2012
- Harttiella intermedia Covain & Fisch-Muller, 2012
- Harttiella janmoli Covain & Fisch-Muller, 2012
- Harttiella longicauda Covain & Fisch-Muller, 2012
- Harttiella lucifer Covain & Fisch-Muller, 2012
- Harttiella parva Covain & Fisch-Muller, 2012
- Harttiella pilosa Covain & Fisch-Muller, 2012
- Hypostomus formosae Cardoso, Brancolini, Paracampo, Lizzaralde, Covain & Montoya-Burgos, 2016
- Lithoxus jariensis Silva, Covain, Oliveira & Roxo, 2017
- Lithoxus raso Silva, Covain, Oliveira & Roxo, 2017
- Panaqolus koko Fisch-Muller & Covain, 2012
- Peckoltia capitulata Fisch-Muller & Covain, 2012
- Peckoltia otali Fisch-Muller & Covain, 2012
- Peckoltia simulata Fisch-Muller & Covain, 2012

## Publications

### Années 2000
- Raphaël Covain, Pierre-Yves Le Bail, Pierre Sagnes et Sonia Fisch-Muller, « Les espèces du genre Harttia (Siluriformes : Loricariidae) en Guyane française : morphologie, taxinomie et distribution », Cybium, Muséum national d'histoire naturelle, vol. 30, no 1,‎ 2006, p. 3-18 (ISSN 0399-0974 et 2101-0315, DOI 10.26028/CYBIUM/2006-301-001, lire en ligne).
- (en) Raphaël Covain, Stéphane Dray, Sonia Fisch-Muller et Juan I. Montoya-Burgos, « Assessing phylogenetic dependence of morphological traits using co-inertia prior to investigate character evolution in Loricariinae catfishes », Molecular Phylogenetics and Evolution, Academic Press et Elsevier, vol. 46, no 3,‎ 25 décembre 2007, p. 986-1002 (ISSN 1055-7903 et 1095-9513, PMID 18272407, DOI 10.1016/J.YMPEV.2007.12.015).
- (en) Raphaël Covain et Sonia Fisch-Muller, « The genera of the Neotropical armored catfish subfamily Loricariinae (Siluriformes: Loricariidae): a practical key and synopsis », Zootaxa, Magnolia Press (d), vol. 1462, no 1,‎ 30 avril 2007, p. 1-40 (ISSN 1175-5334 et 1175-5326, OCLC 49030618, DOI 10.11646/ZOOTAXA.1462.1.1, lire en ligne).

### Années 2010
- (en) Raphaël Covain, Stéphane Dray, Sonia Fisch-Muller et Juan I. Montoya-Burgos, « Corrigendum to “Assessing phylogenetic dependence of morphological traits using co-inertia prior to investigate character evolution in Loricariinae catfishes” Mol. Phylogenet. Evol. 46 (2008) 986–1002 », Molecular Phylogenetics and Evolution, Academic Press et Elsevier, vol. 55, no 2,‎ mai 2010, p. 751 (ISSN 1055-7903 et 1095-9513, DOI 10.1016/J.YMPEV.2009.10.036).
- (en) M S Rodriguez, Hernán Ortega et Raphaël Covain, « Intergeneric phylogenetic relationships in catfishes of the Loricariinae (Siluriformes: Loricariidae), with the description of Fonchiiloricaria nanodon: a new genus and species from Peru », Journal of Fish Biology, Wiley-Blackwell, vol. 79, no 4,‎ 13 septembre 2011, p. 875-895 (ISSN 0022-1112 et 1095-8649, OCLC 1754591, PMID 21967579, DOI 10.1111/J.1095-8649.2011.03047.X).
- (en) Claude Weber, Raphaël Covain et Sonia Fisch-Muller, « Identity of Hypostomus plecostomus (Linnaeus, 1758), with an overview of Hypostomus species from the Guianas (Teleostei: Siluriformes: Loricariidae) », Cybium, Muséum national d'histoire naturelle, vol. 36, no 1,‎ 2012, p. 195-227 (ISSN 0399-0974 et 2101-0315, DOI 10.26028/CYBIUM/2012-361-012, lire en ligne).
- (en) Raphaël Covain et Sonia Fisch-Muller, « Fishes of the Guianas: scientific advances and future prospects for a highly diversified fauna », Cybium, Muséum national d'histoire naturelle, vol. 36, no 1,‎ janvier 2012 (ISSN 0399-0974 et 2101-0315, lire en ligne).
- (en) John G. Lundberg, Raphaël Covain, John P. Sullivan et Sonia Fisch-Muller, « Phylogenetic position and notes on the natural history of Pimelabditus moli Parisi & Lundberg, 2009 (Teleostei: Siluriformes), a recently discovered pimelodid catfish from the Maroni River basin », Cybium, Muséum national d'histoire naturelle, vol. 36, no 1,‎ 2012, p. 105-114 (ISSN 0399-0974 et 2101-0315, DOI 10.26028/CYBIUM/2012-361-009, lire en ligne).
- (en) Raphaël Covain, Sonia Fisch-Muller, Juan I. Montoya-Burgos, Jan H. Mol, Pierre-Yves Le Bail et Stéphane Dray, « The Harttiini (Siluriformes, Loricariidae) from the Guianas: a multi-table approach to assess their diversity, evolution, and distribution », Cybium, Muséum national d'histoire naturelle, vol. 36, no 1,‎ 2012, p. 115-161 (ISSN 0399-0974 et 2101-0315, DOI 10.26028/CYBIUM/2012-361-010, lire en ligne).
- (en) Sonia Fisch-Muller, Juan I. Montoya-Burgos, Pierre-Yves Le Bail et Raphaël Covain, « Diversity of the Ancistrini (Siluriformes: Loricariidae) from the Guianas: the Panaque group, a molecular appraisal with descriptions of new species », Cybium, Muséum national d'histoire naturelle, vol. 36, no 1,‎ 2012, p. 163-193 (ISSN 0399-0974 et 2101-0315, DOI 10.26028/CYBIUM/2012-361-011, lire en ligne).
- (en) Raphaël Covain et Sonia Fisch-Muller, « Molecular evidence for the paraphyly of Pseudancistrus sensu lato (Siluriformes, Loricariidae), with revalidation of several genera », Cybium, Muséum national d'histoire naturelle, vol. 36, no 1,‎ 2012, p. 229-246 (ISSN 0399-0974 et 2101-0315, DOI 10.26028/CYBIUM/2012-361-013, lire en ligne).
- (en) Jan H. Mol, Richard P. Vari, Raphaël Covain, Philip W. Willink et Sonia Fisch-Muller, « Annotated checklist of the freshwater fishes of Suriname », Cybium, Muséum national d'histoire naturelle, vol. 36, no 1,‎ 2012, p. 263-292 (ISSN 0399-0974 et 2101-0315, DOI 10.26028/CYBIUM/2012-361-015, lire en ligne).
- (en) Pierre-Yves Le Bail, Raphaël Covain, Michel Jégu, Sonia Fisch-Muller, Régis Vigouroux et Philippe Keith, « Updated checklist of the freshwater and estuarine fishes of French Guiana », Cybium, Muséum national d'histoire naturelle, vol. 36, no 1,‎ 2012, p. 293-319 (ISSN 0399-0974 et 2101-0315, DOI 10.26028/CYBIUM/2012-361-016, lire en ligne).
- (en) Raphaël Covain, Sonia Fisch-Muller, Claudio Oliveira, Jan H. Mol, Juan I. Montoya-Burgos et Stéphane Dray, « Molecular phylogeny of the highly diversified catfish subfamily Loricariinae (Siluriformes, Loricariidae) reveals incongruences with morphological classification », Molecular Phylogenetics and Evolution, Academic Press et Elsevier, vol. 94, no Pt B,‎ 26 octobre 2015, p. 492-517 (ISSN 1055-7903 et 1095-9513, PMID 26516029, DOI 10.1016/J.YMPEV.2015.10.018).
- (en) Nathan K. Lujan, Christian A Cramer, Raphaël Covain, Sonia Fisch-Muller et Hernán López-Fernández, « Multilocus molecular phylogeny of the ornamental wood-eating catfishes (Siluriformes, Loricariidae, Panaqolus and Panaque) reveals undescribed diversity and parapatric clades », Molecular Phylogenetics and Evolution, Academic Press et Elsevier, vol. 109,‎ 5 janvier 2017, p. 321-336 (ISSN 1055-7903 et 1095-9513, PMID 28065866, DOI 10.1016/J.YMPEV.2016.12.040).
- (en) Gabriel de Souza da Costa e Silva, Raphaël Covain, Claudio Oliveira et Fábio Fernandes Roxo, « Description of two new species of Lithoxus (Hypostominae: Loricariidae) from rio Jari and rio Amapá basins, Brazilian Guiana Shield », Zootaxa, Magnolia Press (d), vol. 4347, no 1,‎ 10 novembre 2017, p. 151-168 (ISSN 1175-5334 et 1175-5326, OCLC 49030618, PMID 29245612, DOI 10.11646/ZOOTAXA.4347.1.9).
- (en) Sonia Fisch-Muller, Jan H. Mol et Raphaël Covain, « An integrative framework to reevaluate the Neotropical catfish genus Guyanancistrus (Siluriformes: Loricariidae) with particular emphasis on the Guyanancistrus brevispinis complex », PLOS One, PLoS, vol. 13, no 1,‎ 3 janvier 2018, e0189789 (ISSN 1932-6203, OCLC 228234657, PMID 29298344, PMCID 5752014, DOI 10.1371/JOURNAL.PONE.0189789, lire en ligne).
- (en) Yamila P. Cardoso, Juan J Rosso, Ezequiel Mabragaña, Mariano González-Castro, Matías Delpiani, Esteban Avigliano, Sergio Bogan, Raphaël Covain, Nahuel F. Schenone et Juan M. Díaz de Astarloa, « A continental-wide molecular approach unraveling mtDNA diversity and geographic distribution of the Neotropical genus Hoplias », PLOS One, PLoS, vol. 13, no 8,‎ 13 août 2018, e0202024 (ISSN 1932-6203, OCLC 228234657, PMID 30102742, PMCID 6089427, DOI 10.1371/JOURNAL.PONE.0202024).
- (en) Alexandre Lemopoulos et Raphaël Covain, « Biogeography of the freshwater fishes of the Guianas using a partitioned parsimony analysis of endemicity with reappraisal of ecoregional boundaries », Cladistics, Londres, Wiley-Blackwell, vol. 35, no 1,‎ 2 juillet 2018, p. 106-124 (ISSN 0748-3007 et 1096-0031, OCLC 612102944, DOI 10.1111/CLA.12341).
- (en) Carlos David de Santana, William G. R. Crampton, Casey B. Dillman, Renata G. Frederico, Mark H. Sabaj Pérez, Raphaël Covain, Jonathan Ready, Jansen Zuanon, Renildo Ribeiro de Oliveira, Raimundo N. Mendes-Júnior, Douglas A. Bastos, Tulio F. Teixeira, Jan H. Mol, Willian Ohara, Natália Castro e Castro, Luiz A. Peixoto, Cleusa Nagamachi, Leandro Sousa, Luciano F. A. Montag, Frank Ribeiro, Joseph C. Waddell, Nivaldo M. Piorsky, Richard Peter Vari et Wolmar Benjamin Wosiacki, « Unexpected species diversity in electric eels with a description of the strongest living bioelectricity generator », Nature Communications, NPG, vol. 10, no 1,‎ 10 septembre 2019, p. 4000 (ISSN 2041-1723, OCLC 614340895, PMID 31506444, PMCID 6736962, DOI 10.1038/S41467-019-11690-Z).
- (en) Sonia Fisch-Muller, Raphaël Covain et Claude Weber, « In Memoriam Dr Volker Mahnert (December 03, 1943-November 23, 2018) », Cybium, Muséum national d'histoire naturelle, vol. 43, no 2,‎ 2019, p. 119-120 (ISSN 0399-0974 et 2101-0315, lire en ligne).
- (en) Fábio F. Roxo, Luz E. Ochoa, Mark H. Sabaj, Nathan K. Lujan, Raphaël Covain, Gabriel S. C. Silva, Bruno F. Melo, James Albert, Jonathan Chang, Fausto Foresti, Michael E. Alfaro et Claudio Oliveira, « Phylogenomic reappraisal of the Neotropical catfish family Loricariidae (Teleostei: Siluriformes) using ultraconserved elements », Molecular Phylogenetics and Evolution, Academic Press et Elsevier, vol. 135,‎ 22 février 2019, p. 148-165 (ISSN 1055-7903 et 1095-9513, PMID 30802595, DOI 10.1016/J.YMPEV.2019.02.017).
- (en) Luiz Jardim de Queiroz, Yamila Cardoso, Cécile Jacot-des-Combes, Ilham Anne Bahechar, Carlos Alberto Lucena, Lucia Rapp Py-Daniel, Luisa Maria Sarmento Soares, Stephan Nylinder, Claudio Oliveira, Thiago Estevam Parente, Gislene Torrente-Vilara, Raphaël Covain, Paulo Buckup et Juan I. Montoya-Burgos, « Evolutionary units delimitation and continental multilocus phylogeny of the hyperdiverse catfish genus Hypostomus », Molecular Phylogenetics and Evolution, Academic Press et Elsevier, vol. 145,‎ 16 décembre 2019, p. 106711 (ISSN 1055-7903 et 1095-9513, PMID 31857199, DOI 10.1016/J.YMPEV.2019.106711).
- (en) David Ory, Yves Cuenot, Régis Vigouroux, Raphaël Covain, Sébastien Brosse et Jérôme Murienne, « Complete mitochondrial genome of the river stingray Potamotrygon orbignyi (Myliobatiformes: Potamotrygonidae) », Mitochondrial DNA. Part B, Resources, Taylor & Francis, vol. 4, no 2,‎ 20 septembre 2019, p. 3153-3154 (ISSN 2380-2359, PMID 33365895, PMCID 7706632, DOI 10.1080/23802359.2019.1666683).

### Années 2020
- (en) Céline Jézéquel, Pablo A. Tedesco, Rémy Bigorne, Javier A. Maldonado-Ocampo, Hernan Ortega, Max Hidalgo, Koen Martens, Gislene Torrente-Vilara, Jansen Zuanon, Astrid Acosta, Edwin Agudelo, Soraya Barrera Maure, Douglas A. Bastos, Juan Bogotá Gregory, Fernando G. Cabeceira, André L. C. Canto, Fernando M. Carvajal-Vallejos, Lucélia N. Carvalho, Ariana Cella-Ribeiro, Raphaël Covain, Carlos DoNascimiento, Carolina R. C. Dória, Cleber Duarte, Efrem J. G. Ferreira, André V. Galuch, Tommaso Giarrizzo, Rafael P. Leitão, John G. Lundberg, Mabel Maldonado, José I. Mojica, Luciano F. A. Montag, Willian M. Ohara, Tiago H. S. Pires, Marc Pouilly, Saúl Prada-Pedreros, Luiz J. de Queiroz, Lucia Rapp Py-Daniel, Frank R. V. Ribeiro, Raúl Ríos Herrera, Jaime Sarmiento, Leandro M. Sousa, Lis F. Stegmann, Jonathan Valdiviezo-Rivera, Francisco Villa, Takayuki Yunoki et Thierry Oberdorff, « A database of freshwater fish species of the Amazon Basin », Scientific Data, Macmillan Publishers et NPG, vol. 7, no 1,‎ 19 mars 2020, p. 96 (ISSN 2052-4463, OCLC 880900611, PMID 32193422, PMCID 7081286, DOI 10.1038/S41597-020-0436-4).
- (en) Victoria G. Carrington, Yvan Papa, Chelsey M. Beese, Jessica Hall, Raphaël Covain, Peter Horn, Monique A. Ladds et Alice Rogers, « How functionally diverse are fish in the deep? A comparison of fish communities in deep and shallow‐water systems », Diversity and Distributions, Wiley-Blackwell et Wiley, vol. 27, no 7,‎ 5 mai 2021, p. 1208-1223 (ISSN 1366-9516 et 1472-4642, OCLC 39848596, DOI 10.1111/DDI.13268).
- (en) Yvan Papa, Pierre‐Yves Le Bail et Raphaël Covain, « Genetic landscape clustering of a large DNA barcoding data set reveals shared patterns of genetic divergence among freshwater fishes of the Maroni Basin », Molecular Ecology Resources, Wiley-Blackwell, vol. 21, no 6,‎ 9 mai 2021, p. 2109-2124 (ISSN 1755-098X et 1755-0998, DOI 10.1111/1755-0998.13402).
- (en) Jean‐Marc Roussel, Raphael Covain, Regis Vigouroux, Luc Allard, Anne Treguier, Yvan Papa et Pierre‐Yves Le Bail, « Fish communities critically depend on forest subsidies in small neotropical streams with high biodiversity value », Biotropica, Wiley-Blackwell, vol. 53, no 4,‎ 22 avril 2021, p. 1096-1108 (ISSN 0006-3606 et 1744-7429, OCLC 708279941, DOI 10.1111/BTP.12949).
- (en) Sébastien Brosse, Antoine Baglan, Raphaël Covain, Hadrien Lalagüe, Pierre-Yves Le Bail, Régis Vigouroux et Grégory Quartarollo, « Aquarium trade and fish farms as a source of non-native freshwater fish introductions in French Guiana », Annales de Limnologie, EDP Sciences, vol. 57,‎ 2021, p. 4 (ISSN 0003-4088 et 2100-000X, OCLC 793456525, DOI 10.1051/LIMN/2021002).
- (en) Erwan Quéméré, Marie Aucourd, Valérie Troispoux, Sébastien Brosse, Jérôme Murienne, Raphaël Covain, Pierre‐Yves Le Bail, Jean Olivier, Niklas Tysklind et Maxime Galan, « Unraveling the dietary diversity of Neotropical top predators using scat DNA metabarcoding: A case study on the elusive Giant Otter », Environmental DNA, vol. 3, no 5,‎ 4 mai 2021, p. 889-900 (ISSN 2637-4943, DOI 10.1002/EDN3.195).